# Daile-Theater
Das Daile-Theater (lettisch: Dailes teātris, „schönes Theater“ im Sinne von „schöngeistiges Theater“) ist ein Theater in der lettischen Hauptstadt Riga.
Kurz nach der Unabhängigkeit Lettlands, am 19. November 1920, fand die erste Aufführung des Theaters statt. Das von Marta Stana, Imants Jakobsons und Haralds Kanders entworfene Gebäude des größten staatlichen Theaters des Landes wurde 1976 fertiggestellt. Der Hauptsaal fasst 1000 Zuschauer.